# Garrigues (Tarn)
Garrigues é uma comuna francesa na região administrativa da Occitânia, no departamento de Tarn. Estende-se por uma área de 10.51 km², e possui 254 habitantes, segundo o censo de 2018, com uma densidade de 24 hab/km².